# Christin Hussong
Christin Hussong (Zweibrücken, 17 de marzo de 1994) es una deportista alemana que compite en atletismo, especialista en la prueba de lanzamiento de jabalina. Ganó una medalla de oro en el Campeonato Europeo de Atletismo de 2018.

## Palmarés internacional
| Campeonato Europeo | Campeonato Europeo | Campeonato Europeo | Campeonato Europeo |
| Año                | Lugar              | Medalla            | Prueba             |
| ------------------ | ------------------ | ------------------ | ------------------ |
| 2018               | Berlín (Alemania)  | Medalla de oro     | Jabalina           |